# Jules Mussard
Jules Mussard, né le 22 août 1857 à Paris et mort le 20 février 1935 à Genève, est une personnalité politique genevoise, membre du Parti libéral.

## Biographie
Après avoir suivi des études de droit à l'université de Genève et obtenu son brevet d'avocat, Jules Mussard se tourne vers la politique : il est élu successivement comme adjoint au maire (de 1890 à 1896), puis maire de la commune des Eaux-Vives. Il est ensuite député au Grand Conseil du canton de Genève de 1901 à 1923, puis Conseiller d'État du canton de Genève de 1903 à 1924.